# Calileptoneta helferi
Espèce
Synonymes
- Leptoneta helferi Gertsch, 1974

Calileptoneta helferi est une espèce d'araignées aranéomorphes de la famille des Leptonetidae.

## Distribution
Cette espèce est endémique de Californie aux États-Unis. Elle se rencontre dans les comtés de Humboldt, de Del Norte, de Mendocino, d'Alameda, de Contra Costa et de Yolo,.

## Description
Le mâle holotype mesure 2,29 mm et la femelle 2,25 mm.

## Étymologie
Cette espèce est nommée en l'honneur de Jacques R. Helfer.

## Publication originale
- Gertsch, 1974 : The spider family Leptonetidae in North America. Journal of Arachnology, vol. 1, no 3, p. 145-203 (texte original).